# Martinus van Gelder (musicus)
Martinus van Gelder (Amsterdam, 31 juli 1854 – Philadelphia (Pennsylvania), 26 februari 1941) was een Nederlands violist, muziekpedagoog en componist.
Hij was zoon van boekhandelaar (in 1864 muziekonderwijzer te Wormerveer) Gerardus Martinus van Gelder en Sara Salm. Zuster Marie van Gelder/Maria Margaretha van Gelder werd operazangeres. Martinus van Gelder trouwde met Rosa Schulze, die in 1933 overleed, hun zoon Otto Martinus van Gelder werd violist. In 1873 werd hij naar aanleiding van een concert in Parijs door koning Willem III der Nederlanden benoemd tot ridder in de Orde van de Gouden Leeuw van Nassau.
Hij kreeg zijn  muziekopleiding van Carl Boumen (viool), Frans Coenen (viool, harmonieleer en compositieleer), Willem Robert (orkestspel), Ferdinand Hiller (contrapunt) en Friedrich Gernsheim (contrapunt). Daarna volgde een studie in Keulen bij Otto von Königslöw en Parijs, D. Allard. Al tijdens zijn opleiding stond hij als dirigent voor het Parkorkest van Willem Stumpff een eigen werk uit te voeren. Na zijn opleiding trad hij op in zowel Europa als in de verenigde Staten. In dat laatste land verbleef hij lange tijd om er bijvoorbeeld privéles te geven, dan wel docent te zijn aan de muziekacademie in Philadelphia (Pennsylvania), waar hij op late leeftijd werd benoemd tot Doctor honoris causa. Hij bleef tot op late leeftijd actief, zo ging hij in 1935 nog op tournee met concerten ten bate van werkeloze musici in de Verenigde Staten. Hij weigerde zich te laten naturaliseren tot Amerikaan.
Een van zijn leerlingen was de Amerikaanse violist Arthur Hartmann, die als tweede voornaam Martinus adopteerde.
Hij schreef voorts een beperkt aantal composities:
- Fantasie concertante, opgedragen aan koning Willem III; uitgevoerd door het Parkorkest onder leiding van Willem Stumpf op 7 oktober 1879
- Marche bravoure, uit 1869, haalde uitvoeringen in Parijs, Palais de l’Industrie; hij kreeg er een gouden medaille voor
- Valse de concert, met een première op 7 oktober 1869 in Amsterdam
- Symfonie nr. 1 (Vredesymfonie); een hulde aan Ludwig van Beethoven, uitgevoerd op 31 januari 1874 in de Parkzaal
- Jubelmarsch, opgedragen aan koning Willem III, bracht het tot een uitvoering in Philadelphia in februari 1890
- Symfonie nr. 2: The triumph of truth, love and justice, een première op 30 januari 1905 in Philadelphia.
- The Lord Reignette, cantate voor solisten, koor en orkest, première 12 januari 1888 in Philadelphia
- Concert voor piano en orkest, opgedragen aan Camille Saint-Saëns
- Sonate voor viool en piano, première in Philadelphia 20 december 1894, later ook uitgevoerd in Berlijn
- Trio voor viool, cello en piano, opgedragen aan Friedrich Gernsheim, premier op 28 september 1898 in Berlijn
- Elegie voor viool, piano en orgel, première in januari 1874 in Amsterdam
- Romance voor cello en piano
- Fugue dramatique voor piano quatre-mains, opgedragen aan Guilmant
- The Gelder Classical Connection, een verzameling pianowerken
- Liederen

- Gemeinsame Normdatei: 116521848
- Virtual International Authority File: 67219097
- WorldCat: E39PBJmxT4mQbVMT6VtwKHFBT3